# Athleta glabrata
Athleta glabrata is een slakkensoort uit de familie van de Volutidae. De wetenschappelijke naam van de soort is voor het eerst geldig gepubliceerd in 1971 door Kilburn.